# Мортигьия, Тиас
Тиас Мортигьия (хорв. Tias Mortigjija; 7 апреля 1913, Дубровник, Австро-Венгрия — 14 сентября 1947, Самобор, Хорватия) — хорватский журналист, публицист и член движения усташей. Во время существования Независимого государства Хорватия был главным редактором еженедельного издания Spremnost.

## Ранняя биография
Тиас Мортигьия родился в Дубровнике, в то время входившем в состав Австро-Венгрии, 7 апреля 1913 года. Он получил начальное и среднее образование в своём родном городе. Ещё в тот период в нескольких хорватских газетах и журналах начали публиковаться его стихотворения, обзоры, статьи и дискуссии. После получения среднего образования в 1931 году Мортигьия поступил в Загребский университет, где изучал историю и географию. Своё обучение он закончил в 1940 году. Во время своего пребывания в Загребском университете он продолжил публиковаться, а также работал редактором в различных хорватских изданиях в 1933-1936 годах. Мортигьия был назначен помощником профессора экономической истории Высшей экономической и коммерческой школы в Загребе, но никогда не работал на этой должности из-за своей занятости в качестве редактора. Подготовил к изданию книгу хорватского краеведа Йосипа Берсы (1862 – 1932) «Портреты и пейзажи Дубровника» (которую снабдил собственным предисловием. 
В своей автобиографии Мортигьия вспоминает, что в юности он поддерживал идеи югославизма, но его мнение резко изменилось после расстрела хорватских депутатов сербским экстремистом Пунишей Рачичем прямо в югославском парламенте. Это событие заставило Мортигьию обратиться к хорватскому национализму. Он был вдохновлён идеями Анте Старчевича середины XIX века о создании независимого Хорватского государства.

## Карьера в Независимом государстве Хорватия
С образованием Независимого государства Хорватия в апреле 1941 года Мортигьия работал редактором в ведущей национальной газете того времени Hrvatski narod. В феврале 1942 года он оставил её, став директором и главным редактором новообразованного еженедельного журнала движения усташей Spremnost. Мортигьия был членом этого движения с 1941 года, находясь в звании сержанта, а позднее и капитана запаса, хотя он никогда не заявлял о своей приверженности усташской идеологии.
Издания Hrvatski narod и Spremnost проводили политику стран «оси» и частично Третьего рейха. В них публиковалась антиеврейская пропаганда, перепечатываемая из немецких изданий Franz-Eher-Verlag. В газетах также появлялись материалы о сербах, цыганах и прочих «низших расах». В декабре 1944 года Мортигьия был уволен из Spremnost, а его место занял Франьо Невистич.
Когда гибель Независимого государства Хорватия стала неизбежной Мортигьия с тридцатью журналистами бежал в Австрию 6 мая 1945 года. Находясь в лагере беженцев он занялся организаций общественных мероприятий и лекций по хорватской истории, также создал комитет инициативных хорватских беженцев в Каринтии. 1 марта 1946 года Мортигьия начал издавать газету, служившей голосом хорватских беженцев в Австрии.

## Суд и смерть
По запросу новообразованной СФРЮ британские оккупационные силы в Австрии выдали ей Мортигьию 2 сентября 1946 года. Он был признан виновным во вменяемых ему преступлениях и приговорён к расстрелу и потере всех своих гражданских прав. 8 сентября 1947 года Верховный суд оставил в силе приговор. 23 октября 1947 года Мортигьия был казнён в окрестностях Самобора.

## Реабилитация
В конце 1990-х годов Мато Мортигьия, сын Тиаса Мортигьии, обратился в суд с иском о новом судебном разбирательстве по делу своего отца. 18 февраля 2003 года Тиас Мортигьия был оправдан. Судьи не нашли в его текстах личной поддержки тоталитаризма, а также отметили, что он ни в коей мере не одобрял злоупотребления.